# Vysoký hřeben
Vysoký hřeben (1344 m) (německy Hochkamm) je šumavská hora ležící na hranici s Německem, 10 km západně od obce Nová Pec a 3 km západně od Plechého, nejvyšší hory české i rakouské části Šumavy.
Ve vrcholových partiích četné žulové balvany a zbytky zarovnaného povrchu.

## Ochrana přírody
Vrchol Vysokého hřebene se nachází v I. zóně NP Šumava a zároveň na území přírodní památky Trojmezná hora, která vznikla z důvodu ochrany nejvyšších partií české Šumavy (Plechý 1378 m, Nad Rakouskou loukou 1378 m, Trojmezná 1361 m, Vysoký hřeben 1341 m a Třístoličník 1302 m), horské smrčiny, bukových porostů, kamenných moří a ledovcového Plešného jezera.

## Přístup
Přes Vysoký hřeben vede červeně značená cesta z Třístoličníku na Plechý. Nejvyšší bod se nachází necelých 100 metrů od této cesty (směrem do Česka), na území I. zóny NP, a je proto nepřístupný.